# Exchange Square
Exchange Square est un ensemble de tour jumelle constitué de deux tours de 188 mètres de hauteur situé à Hong Kong en Chine. À leur construction en 1985 elles comptaient parmi les plus hautes tours de Hong Kong.
L'immeuble a été conçu par l'agence d'architecture de Hong Kong P&T Group.